# Hydrovatus aristidis
Hydrovatus aristidis – gatunek wodnego chrząszcza z rodziny pływakowatych i podrodziny Hydroporinae.

## Taksonomia
Gatunek został opisany w 1879 przez Charlesa Eugène'a Leprieura. Holotypem został samiec.

## Opis
Nadustek wąsko odgraniczony. Przedni brzeg tylnych bioder z wąskim, poprzecznym rzędem. Czułki proste zarówno u samic jak i samców. Pokrywy ciemnobrązowe. Każda zwykle z dwom łatkami różnego kształtu i żółtym obrzeżeniem.

## Występowanie
Gatunek ten występuje w Egipcie, Izraelu i Arabii Saudyjskiej.